# Boukargou
Boukargou est un village situé dans le département de Coalla de la province de la Gnagna dans la région de l'Est au Burkina Faso.

## Géographie
Boukargou – qui est une localité agropastorale dispersée en plusieurs centres d'habitations – se trouve à 22 km au sud-est de Coalla.

## Santé et éducation
Boukargou accueille un centre de santé et de promotion sociale (CSPS).